# Andrei Skabeika
Andrei Skabeika (né le 11 juin 1995) est un athlète biélorusse, spécialiste du saut en hauteur.

## Carrière
Il établit son record personnel en 2,26 m le 31 mai 2014 à Brest. Il égale ce record en salle le 3 février 2018 à Homel, ce qui lui donne le minima pour les Championnats d’Europe 2018 au cours desquels il ne se qualifie pas pour la finale.

## Palmarès
| Date | Compétition                   | Lieu      | Résultat | Marque |
| ---- | ----------------------------- | --------- | -------- | ------ |
| 2013 | Championnats d'Europe juniors | Rieti     | 2e       | 2,18 m |
| 2014 | Championnats du monde juniors | Eugene    | 11e      | 2,10 m |
| 2017 | Championnats d'Europe espoirs | Bydgoszcz | 7e       | 2,19 m |
| 2019 | Universiade                   | Naples    | 8e       | 2,18 m |

## Records
| Épreuve         | Épreuve   | Marque | Lieu           | Date                           |
| --------------- | --------- | ------ | -------------- | ------------------------------ |
| Saut en hauteur | Plein air | 2,26 m | Brest          | 31 mai 2014                    |
| Saut en hauteur | En salle  | 2,26 m | Gomel Moguilev | 3 février 2018 17 février 2018 |